# 28 Dywizja Piechoty (Imperium Rosyjskie)
28 Dywizja Piechoty (ros. 28-я пехотная дивизия) – dywizja piechoty Armii Imperium Rosyjskiego, w tym okresu działań zbrojnych I wojny światowej.

## Charakterystyka
W 1914  wchodziła w skład 20 Korpusu Armijnego. Sztab dywizji stacjonował w Kownie. W tym czasie dywizja etatowo posiadała cztery pułki po cztery bataliony oraz brygadę artylerii polowej z 6 bateriami po 8 dział. Doświadczenie zdobyte podczas walk na frontach I wojny światowej  skutkowało zmianami organizacyjnymi. Zimą z 1916 na 1917 rozpoczęto reorganizację dywizji piechoty. Zredukowano liczbę batalionów z 16 do 12 i zmniejszono liczbę dział polowych na mniej aktywnych odcinkach frontu.

## Struktura organizacyjna
Organizacja w 1914
- 1 Brygada Piechoty (Kowno)
  - 109 Wołżański pułk piechoty (Szańce k. Kowna)
  - 110 Kamski pułk piechoty (Szańce k. Kowna)
- 2 Brygada Piechoty (Kowno)
  - 111 Doński pułk piechoty (Kowno)
  - 112 Uralski pułk piechoty (Olita; od kwietnia 1914 r. Wilno)
- 28 Brygada Artylerii (Szańce k. Kowna)